# Bolotești (gmina)
Bolotești – gmina w Rumunii, w okręgu Vrancea. Obejmuje miejscowości Bolotești, Găgești, Ivăncești, Pietroasa, Putna i Vităneștii de sub Măgură. W 2011 roku liczyła 4231 mieszkańców.